# Canton de Charleville-Mézières-2
Le canton de Charleville-Mézières-2 est une circonscription électorale française du département des Ardennes, créée par le décret du 21 février 2014 et entrée en vigueur lors des élections départementales de 2015.

## Histoire
Un nouveau découpage territorial des Ardennes entre en vigueur en mars 2015, défini par le décret du 13 février 2014, en application des lois du 17 mai 2013 (loi organique 2013-402 et loi 2013-403). Les conseillers départementaux sont, à compter de ces élections, élus au scrutin majoritaire binominal mixte. Les électeurs de chaque canton élisent au Conseil départemental, nouvelle appellation du Conseil général, deux membres de sexe différent, qui se présentent en binôme de candidats. Les conseillers départementaux sont élus pour 6 ans au scrutin binominal majoritaire à deux tours, l'accès au second tour nécessitant 12,5 % des inscrits au 1er tour. En outre la totalité des conseillers départementaux est renouvelée. Ce nouveau mode de scrutin nécessite un redécoupage des cantons dont le nombre est divisé par deux avec arrondi à l'unité impaire supérieure si ce nombre n'est pas entier impair, assorti de conditions de seuils minimaux. Dans les Ardennes, le nombre de cantons passe ainsi de 37 à 19. Le canton de Charleville-Mézières-2 fait partie des 10 nouveaux cantons du département, les 9 autres cantons portant la dénomination d'un ancien canton, mais avec des limites territoriales différentes.

## Représentation
| Période élective | Période élective | Mandat | Mandat   | Identité          | Nuance | Nuance | Qualité |
| ---------------- | ---------------- | ------ | -------- | ----------------- | ------ | ------ | --- |
| 2015             | 2021             | 2015   | 2021     | Pierre Cordier    |        | LR     | Cadre de la Fonction publique Ancien Maire de Neufmanil Ancien conseiller général du Canton de Nouzonville Député (apparenté LR) depuis 2017 |
| 2015             | 2021             | 2015   | 2021     | Catherine Degembe |        | LR     | Préparatrice en pharmacie hospitalière Conseillère municipale de Charleville-Mézières                                                        |
| 2021             | 2028             | 2021   | en cours | Pierre Cordier    |        | LR     | Conseiller sortant |
| 2021             | 2028             | 2021   | en cours | Catherine Degembe |        | LR     | Conseillère sortante |

### Résultats détaillés

#### Élections de mars 2015
À l'issue du 1er tour des élections départementales de 2015, deux binômes sont en ballottage : Pierre Cordier et Catherine Degembe (Union de la Droite, 52,29 %) et Guillaume Perret et Marie-France Suquet (FN, 22,36 %). Le taux de participation est de 47,64 % (5 422 votants sur 11 382 inscrits) contre 48,72 % au niveau départemental et 50,17 % au niveau national.
Au second tour, Pierre Cordier et Catherine Degembe (Union de la Droite) sont élus avec 74,77 % des suffrages exprimés et un taux de participation de 46,89 % (3 633 voix pour 5 336 votants et 11 380 inscrits).

#### Élections de juin 2021
Le premier tour des élections départementales de 2021 est marqué par un très faible taux de participation (33,26 % au niveau national). Dans le canton de Charleville-Mézières-2, ce taux de participation est de 28,23 % (2 964 votants sur 10 499 inscrits) contre 31,87 % au niveau départemental. À l'issue de ce premier tour, deux binômes sont en ballottage : Pierre Cordier et Catherine Degembe (Union à droite, 60,46 %) et Florence Allaire et Frederic Manon (RN, 20,07 %).
Le second tour des élections est marqué une nouvelle fois par une abstention massive équivalente au premier tour. Les taux de participation sont de 34,3 % au niveau national, 32,73 % dans le département et 29,38 % dans le canton de Charleville-Mézières-2. Pierre Cordier et Catherine Degembe (Union à droite) sont élus avec 77,32 % des suffrages exprimés (2 182 voix pour 3 086 votants et 10 503 inscrits),,.

## Composition
| Nom                                          | Code Insee | Intercommunalité     | Superficie (km2) | Population (dernière pop. légale)               | Densité (hab./km2) | Modifier                                    |
| -------------------------------------------- | ---------- | -------------------- | ---------------- | ----------------------------------------------- | ------------------ | ------------------------------------------- |
| Charleville-Mézières (bureau centralisateur) | 08105      | CA Ardenne Métropole | 31,44            | Fraction : 8 829 (2022) Commune : 45 634 (2022) | 1 451              | modifier les données · modifier les données |
| Arreux                                       | 08022      | CA Ardenne Métropole | 4,23             | 342 (2022)                                      | 81                 | modifier les données · modifier les données |
| Damouzy                                      | 08137      | CA Ardenne Métropole | 8,78             | 428 (2022)                                      | 49                 | modifier les données · modifier les données |
| Houldizy                                     | 08230      | CA Ardenne Métropole | 4,62             | 404 (2022)                                      | 87                 | modifier les données · modifier les données |
| Nouzonville                                  | 08328      | CA Ardenne Métropole | 10,92            | 5 548 (2022)                                    | 508                | modifier les données · modifier les données |
| Sécheval                                     | 08408      | CA Ardenne Métropole | 13,79            | 536 (2022)                                      | 39                 | modifier les données · modifier les données |
| Canton de Charleville-Mézières-2             | 0805       |                      |                  | 16 087 (2022)                                   |                    | modifier les données                        |

Le canton de Charleville-Mézières-2 comprend :
1. 5 communes entières
2. La partie de la commune de Charleville-Mézières située au nord d'une ligne définie par l'axe des voies et limites suivantes : depuis la limite territoriale de la commune de Warcq, avenue Charles-de-Gaulle, rue de Libreville, rue Emile-Nivelet, rue du Docteur-Emile-Baudoin, rue Camille-Pelletan, rue d'Etion, prolongement en ligne droite de la rue d'Etion à travers la place des Droits-de-l'Homme, cours de la Meuse, jusqu'à la limite territoriale de la commune de Montcy-Notre-Dame.

## Démographie
En 2022, le canton comptait 16 087 habitants, en évolution de −2,02 % par rapport à 2016 (Ardennes : −2,97 %, France hors Mayotte : +2,11 %).
| 2013   | 2018   | 2022   |
| ------ | ------ | ------ |
| 17 024 | 16 244 | 16 087 |